# Druhá vláda Mirka Topolánka
Druhá vláda Mirka Topolánka byla 9. vláda samostatné České republiky; byla jmenována 9. ledna 2007, důvěru jí Sněmovna odhlasovala 19. ledna 2007, 24. března 2009 jí byla Poslaneckou sněmovnou vyslovena nedůvěra a vládla tak v demisi až do jmenování vlády Jana Fischera 8. května 2009.
Vláda byla tvořena koalicí ODS (9 zástupců), KDU-ČSL (5 zástupců) a Strany zelených (4 zástupci). Celkem měla 18 členů, o 3 víc než první vláda Mirka Topolánka (v důsledku přidání dvou ministrů bez portfeje a místopředsedy bez konkrétního rezortu). Všichni ministři za ODS byli i v ní (Vondra jako ministr zahraničí, Gandalovič pro místní rozvoj), naopak z té kromě nestraníků odešel jen ministr financí Vlastimil Tlustý.

## Legitimita vlády
Legitimita vlády od občanů České republiky (hlasy ve volbách a mandáty na počátku volebního období – pozdější změny nejsou zohledněny):
| vládní strana         | počet hlasů ve volbách | % zisk  | počet mandátů v PSP ČR | počet křesel ve vládě | předseda strany |
| --------------------- | ---------------------- | ------- | ---------------------- | --------------------- | --------------- |
| ODS                   | 1 892 475              | 35,38 % | 81                     | 9                     | Mirek Topolánek |
| KDU-ČSL               | 386 706                | 7,22 %  | 13                     | 5                     | Jiří Čunek      |
| Strana zelených       | 336 487                | 6,29 %  | 6                      | 4                     | Martin Bursík   |
| vládní strany celkově | 2 615 668              | 48,9 %  | 100                    | 18                    |                 |
| ČR celkově            | 5 348 976              | 100 %   | 200                    | -                     |                 |

## Seznam členů vlády
| Úřad                                                 | Člen vlády          | Člen vlády          | Subjekt       | Subjekt           | Nástup do úřadu   | Odchod z úřadu     |
| ---------------------------------------------------- | ------------------- | ------------------- | ------------- | ----------------- | ----------------- | ------------------ |
| Předseda vlády                                       | Mirek Topolánek     |                     |               | ODS               | 8. listopadu 2006 | 8. května 2009     |
| 1. místopředseda(kyně) vlády                         | Jiří Čunek          | Jiří Čunek          |               | KDU-ČSL           | 9. ledna 2007     | 13. listopadu 2007 |
| 1. místopředseda(kyně) vlády                         | Jiří Čunek          | Jiří Čunek          | 2. dubna 2008 | KDU-ČSL           | 23. ledna 2009    |                    |
| 1. místopředseda(kyně) vlády                         | Vlasta Parkanová    | Vlasta Parkanová    |               | KDU-ČSL           | 23. ledna 2009    | 8. května 2009     |
| Místopředseda vlády Ministr práce a sociálních věcí  | Petr Nečas          | Petr Nečas          |               | ODS               | 9. ledna 2007     | 8. května 2009     |
| Místopředseda vlády Ministr životního prostředí      | Martin Bursík       | Martin Bursík       |               | SZ                | 9. ledna 2007     | 8. května 2009     |
| Místopředseda vlády Ministr pro evropské záležitosti | Alexandr Vondra     | Alexandr Vondra     |               | ODS               | 9. ledna 2007     | 8. května 2009     |
| Ministr vnitra                                       | Ivan Langer         | Ivan Langer         |               | ODS               | 9. ledna 2007     | 8. května 2009     |
| Ministr pro místní rozvoj                            | Jiří Čunek          | Jiří Čunek          |               | KDU-ČSL           | 9. ledna 2007     | 13. listopadu 2007 |
| Ministr pro místní rozvoj                            | Jiří Čunek          | Jiří Čunek          |               | KDU-ČSL           | 2. dubna 2008     | 23. ledna 2009     |
| Ministr pro místní rozvoj                            | Cyril Svoboda       | Cyril Svoboda       |               | KDU-ČSL           | 23. ledna 2009    | 8. května 2009     |
| Ministr(yně) zdravotnictví                           | Tomáš Julínek       | Tomáš Julínek       |               | ODS               | 9. ledna 2007     | 23. ledna 2009     |
| Ministr(yně) zdravotnictví                           | Daniela Filipiová   | Daniela Filipiová   |               | ODS               | 23. ledna 2009    | 8. května 2009     |
| Ministr financí                                      | Miroslav Kalousek   | Miroslav Kalousek   |               | KDU-ČSL           | 9. ledna 2007     | 8. května 2009     |
| Ministr zahraničních věcí                            | Karel Schwarzenberg | Karel Schwarzenberg |               | nestr. za SZ      | 9. ledna 2007     | 8. května 2009     |
| Ministr spravedlnosti                                | Jiří Pospíšil       | Jiří Pospíšil       |               | ODS               | 9. ledna 2007     | 8. května 2009     |
| Ministr(yně) kultury                                 | Helena Třeštíková   | Helena Třeštíková   |               | nestr. za KDU-ČSL | 9. ledna 2007     | 26. ledna 2007     |
| Ministr(yně) kultury                                 | Václav Jehlička     | Václav Jehlička     |               | KDU-ČSL           | 26. ledna 2007    | 8. května 2009     |
| Ministr průmyslu a obchodu                           | Martin Říman        | Martin Říman        |               | ODS               | 9. ledna 2007     | 8. května 2009     |
| Ministr zemědělství                                  | Petr Gandalovič     | Petr Gandalovič     |               | ODS               | 9. ledna 2007     | 8. května 2009     |
| Ministr(yně) školství, mládeže a tělovýchovy         | Dana Kuchtová       | Dana Kuchtová       |               | SZ                | 9. ledna 2007     | 4. října 2007      |
| Ministr(yně) školství, mládeže a tělovýchovy         | Martin Bursík       | Martin Bursík       |               | SZ                | 4. října 2007     | 4. prosince 2007   |
| Ministr(yně) školství, mládeže a tělovýchovy         | Ondřej Liška        | Ondřej Liška        |               | SZ                | 4. prosince 2007  | 8. května 2009     |
| Ministryně obrany                                    | Vlasta Parkanová    | Vlasta Parkanová    |               | KDU-ČSL           | 9. ledna 2007     | 8. května 2009     |
| Ministr dopravy                                      | Aleš Řebíček        |                     |               | ODS               | 9. ledna 2007     | 23. ledna 2009     |
| Ministr dopravy                                      | Petr Bendl          | Petr Bendl          |               | ODS               | 23. ledna 2009    | 8. května 2009     |
| Ministr(yně) pro lidská práva a národnostní menšiny  | Džamila Stehlíková  | Džamila Stehlíková  |               | SZ                | 9. ledna 2007     | 23. ledna 2009     |
| Ministr(yně) pro lidská práva a národnostní menšiny  | Michael Kocáb       | Michael Kocáb       |               | nestr. za SZ      | 23. ledna 2009    | 8. května 2009     |
| Ministr informatiky                                  | Ivan Langer         | Ivan Langer         |               | ODS               | 9. ledna 2007     | 1. června 2007     |
| Ministr Předseda Legislativní rady vlády             | Cyril Svoboda       | Cyril Svoboda       |               | KDU-ČSL           | 9. ledna 2007     | 23. ledna 2009     |
| Ministr Předseda Legislativní rady vlády             | Pavel Svoboda       | Pavel Svoboda       |               | KDU-ČSL           | 23. ledna 2009    | 8. května 2009     |

## Poměr sil ve vládě

### Počet ministrů
| - ODS     | 9 |
| - KDU-ČSL | 5 |
| - SZ      | 4 |

## Jmenování vlády, důvěra
Mirka Topolánka jmenoval prezident Václav Klaus premiérem podruhé 8. listopadu 2006. Ve čtvrtek 21. prosince napoprvé odmítl sestavenou vládu okamžitě jmenovat a odůvodnil to zejména navržením Karla Schwarzenberga na ministerstvo zahraničí, čímž vyvolal vlnu kritiky ohledně ústavnosti takového postupu a potvrdil roztržku mezi svým a Topolánkovým křídlem ve straně. Nakonec byla vláda po formálním podpisu koaliční smlouvy 28. prosince a menších změnách mezi ministry KDU-ČSL jmenována 9. ledna 2007
Důvěru vláda získala na mimořádné 9. schůzi Poslanecké sněmovny v pátek 19. ledna. Pro hlasovalo 100 poslanců. 97 proti, 2 nepřítomní, 1 se zdržel. Odhlasování důvěry kromě poslanců koaličních stran po nejistých očekáváních nakonec umožnili poslanci ČSSD Miloš Melčák a Michal Pohanka, kteří před hlasováním opustili sál. Poslanec ČSSD Petr Wolf, o němž v předchozích dnech média spekulovala, že rovněž vládu bude tolerovat, při hlasování nepoužil přesně předepsanou formulaci (řekl „jsem proti návrhu“ místo „proti návrhu“), a proto ho podle jednacího řádu předseda sněmovny Miloslav Vlček (z ČSSD) započítal, že se zdržel hlasování.

## Předsedání Radě Evropské unie

Logo českého předsednictví EU v roce 2009

Vláda se v čele s Mirkem Topolánkem, Alexandrem Vondrou a Karlem Schwarzenbergem ujala předsednictví České republiky v Radě Evropské unie v prvním pololetí roku 2009. Před Českou republikou předsedala REU Francie a po ní následovalo Švédsko.

## Vyslovení nedůvěry
Dne 24. března 2009 (na 5. pokus) vyslovila Poslanecká sněmovna této vládě nedůvěru. Byla to první vláda v historii České republiky, která byla svržena hlasováním poslanecké sněmovny o nedůvěře.
Pro návrh na vyslovení nedůvěry bylo 101 poslanců, proti návrhu 96 poslanců. Proti setrvání kabinetu hlasovali kromě poslanců ČSSD a KSČM také rebelující poslanci ODS Vlastimil Tlustý a Jan Schwippel a bývalé poslankyně Strany zelených Věra Jakubková a Olga Zubová, nyní členky Demokratické strany zelených. Prezident Václav Klaus poté oznámil, že poté, co Sněmovna vyslovila vládě nedůvěru, se bude vývoj událostí ubírat standardní ústavní cestou, tedy jmenováním nového předsedy vlády, který navrhne novou vládu.
Novou vládou byla 8. května 2009 jmenována vláda Jana Fischera, která vládu Mirka Topolánka nahradila; důvěru poslanecké sněmovny obdržela 7. června téhož roku.
Bývalý premiér Mirek Topolánek s odstupem času prohlásil, že hlasování o nedůvěře patří ke standardním postupům opozice a že zodpovědnost za tehdejší pád vlády nenesou opoziční poslanci ČSSD a KSČM, nýbrž koaliční poslanci Jakubková, Schwippel, Tlustý a Zubová.